# Joan Nathan

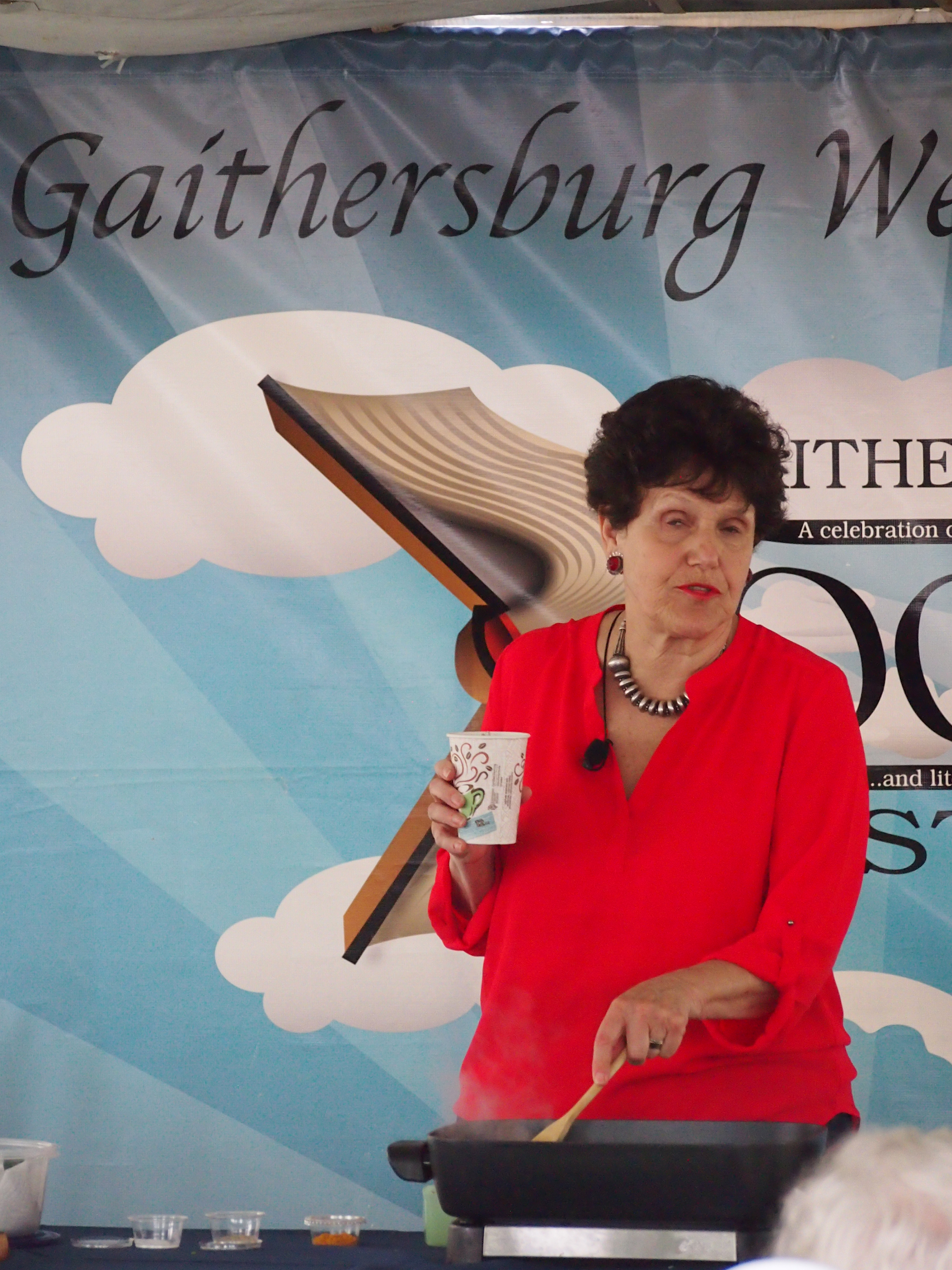
Joan Nathan beim 2017 Gaithersburg Book Festival

Joan Nathan (* 26. Januar 1943 in Providence, Rhode Island) ist eine US-amerikanische Kochbuchautorin, die sich besonders mit der jüdischen und israelischen Küche befasst. Sie schreibt regelmäßig für die New York Times. Ihre Bücher wurden mehrfach ausgezeichnet.

## Leben
Aufgewachsen in Providence, Rhode Island, studierte Joan Nathan Französische Literatur an der Universität Michigan und Öffentliche Verwaltung an der Harvard-Universität; beide Studiengänge schloss sie mit dem Master-Grad ab. Sie zog 1970 nach Israel und arbeitete drei Jahre lang für Teddy Kollek, den damaligen Bürgermeister von Jerusalem. Hier wurde sie auf die verschiedenen kulinarischen Traditionen des Landes aufmerksam und veröffentlichte gemeinsam mit Judy Stacey Goldman ihr erstes Buch: The Flavor of Jerusalem (1975). 1974, als sie in New York für Bürgermeister Abraham Beame arbeitete, war sie Mitbegründerin des Ninth Avenue Food Festival.
Joan Nathan lebt in Washington, D. C. sowie in Martha’s Vineyard; sie ist verheiratet mit Allan Gerson und Mutter von drei Kindern.